# 세흐룬 케틴
세흐룬 케틴(아일랜드어: Seathrún Céitinn, 1569년경 ~ 1644년경)은 17세기 아일랜드의 로마 가톨릭 사제, 시인, 역사가이다. 티퍼레리 출신으로 죽어서 벨 아하 루바그 근교에 묻혔다. 영어로는 제프리 키팅(Geoffrey Keating; Jeoffry Keating)이라고 한다.
근세 아일랜드어로 쓴 《에린 지식 기초》(아일랜드어: Foras Feasa ar Éirinn; FFE 포라스 페사 아르 에이린)가 주요 저서이며, 1634년경에 완성했다. FFE는 천지창조 때부터 12세기 노르만의 침공 때까지 아일랜드섬의 역사를 다루는 작품인데, 역사적 내용과 신화적 사이비역사(밀레시안 이야기 같은 것), 역사적인 시가, 연대기 및 기독교 관련 내용이 풍부하다. FFE는 친가톨릭 성향의 내용 때문에 영국의 지배를 받고 있던 아일랜드에서 인쇄를 하지 못하고 필사본으로 작성되었다.
케틴은 아일랜드를 지배하는 것은 선주민족인 게일인 및 고대에 도래하여 가톨릭을 믿는 영국계가 되어야 한다고 생각했다. 또한 그는 스튜어트 왕조의 조상 중에 일부 게일 혈통이 있다는 이유로 스튜어트 왕가를 지지했다. 케틴의 이런 성향은 아일랜드 가톨릭 동맹 및 아일랜드의 재커바이트에 영향을 미쳤다. FFE의 인쇄본은 1809년 더블린에서 처음 간행되었다. 상하 2권이었으며 제1권은 486쪽, 제2권은 267쪽에 주석이 4쪽이고 후원자 명단이 12쪽이었다.

## 참고 자료
- "Geoffrey Keating". Catholic Encyclopedia. New York: Robert Appleton Company. 1913.